# Pauliana Valente Pimentel
Pauliana Valente Pimentel (Lisboa, 1975), é uma fotógrafa portuguesa que ganhou o Prémio Autores de 2015 de Melhor Trabalho Fotográfico, na categoria Artes Visuais, concedido pela Sociedade Portuguesa de Autores.

## Percurso
Pauliana Valente Pimentel nasceu na cidade de Lisboa em 1975. Estudou na Sociedade de Belas Artes em Lisboa e formou-se em Geologia na Faculdade de Ciências da Universidade de Lisboa, onde trabalhou como investigadora.
O seu percurso enquanto fotografa inicia-se em 1999, altura em que fez workshops internacionais com fotógrafos conceituados, entre eles David Alan Harvey, conhecido pelas suas fotografias para a National Geographic e a Agência Magnum.
Em 2005 frequentou o programa Creativity and Artistic Creation da Fundação Calouste Gulbenkian na área da fotografia.
Fez parte do colectivo Kameraphoto que imitava o modelo da Agência Magnum, do qual faziam parte: Céu Guarda, Sandra Rocha, Guillaume Pazat, João Pina, Martim Ramos, Jordi Burch, Valter Vinagre, Augusto Brázio e Nelson D’Aires. Em 2014 fechou portas devido a dificuldades financeiras.
Em 2016 fundou, com Inês Valle, o colectivo the “N’WE”. 
Publicou o seu primeiro livro em 2009, VOL I, e em 2011 a Gulbenkian publicou o livro Caucase, Souvenirs de Voyage, onde ela e Sandra Rocha recriam através da fotografia a viagem de Calouste Gulbenkian ao Caucáso.
Em 2018, a coreografa Vânia Rovisco inspirou-se num vídeo gravado por si para criar uma coreografia que foi apresentada no Teatro Micaelense durante o festival Walk & Talk na Ilha de São Miguel nos Açores, onde Pauliana também expôs e realizou uma residência artística.
Expôs em vários vários países, nomeadamente Portugal, Reino Unido, Itália, Bélgica, Grécia, Turquia, Marrocos, Cabo Verde, Dubai, entre outros. Em Portugal expôs no Porto, nos Maus Hábitos, e na Ilha de São Miguel (Açores) no âmbito do festival Tremor

## Fotografia
Selecção de exposições individuais: 
- 2020 - "Quel Pedra" na Sala Damião de Góis da Embaixada de Portugal em Bruxelas
- 2019 - "A Vida é Feita de Likes", na Pequena Galeria, Lisboa
- 2019 - "Ask the Kids" no Maus Hábitos, Porto
- 2019 -  "Empty Quarter #2 (Rub Al’Khali)", na Galeria sala 117, no Porto
- 2016 - “Rub al`Khali” (Empty Quarter) no o-apartamento, Lisboa
- 2016 - “Quel Pedra” no Novobanco Arte Contemporânea
- 2016 - “The Passenger” na Bienal de Vila Franca de Xira (Museu Municipal de Vila Franca de Xira), curadoria por David Santos[16]
- 2016 - “QUEL PEDRA” no Museu Berardo, CCB – nomeação para o Premio Novobanco photo
- 2016 - “The Behaviour of being” na Galeria das Salgadeiras em Lisboa.[17]
- 2015 -  Jovens de Atenas na Galeria das Salgadeiras, Lisboa.
- 2014 - “THE PASSENGER” no Tivoli hotel em Lisboa.
- 2014 -  “Jovens de Atenas / Youth of Athens” em Atenas, no “Melina Cultural Center”, Grécia
- 2013 -  “Jovens de Atenas / Youth of Athens” em Lisboa, na Galeria Boavista
- 2013 - “The chroniclers nights” em Londres, com o trabalho “Ferreirinha”, Reino Unido
- 2013 -   “No Reino de Vénus” em Mindelo, Cabo-Verde no âmbito do primeiro Encontro Internacional de Fotografia de Cabo Verde
- 2013 - “Tansiberic love” (adaptação do livro de Raquel Freire, editado pela Divina Comédia)
- 2012 -  “Cosmic Underground” – B61 Instytut, Poland. Capital Europeia da Cultura; Caldas da Rainha e Guimarães
- 2012 - “Confessionário”, On.Off – Laboratório de Criatividade Urbana, Sweet and Tender Collaborations, Guimarães, Capital Europeia da Cultura

## Filmografia
Entre a sua filmografia encontram-se: 
- 2011: Diz-se que Portugal é um bom país para se viver
- 2012: Jovens de Atenas (Youth of Athens)[18]
- 2014: Entre Nous, co-realizado por Pauliana e Hélène Veiga Gomes [19][20][21]
- 2014: Quel Pedra [22]
- 2017: Al Bidayer [7]

## Reconhecimentos e Prémios
Em 2015, o seu projecto "The Passenger" recebeu o prémio de Artes Visuais, para melhor trabalho fotográfico do ano, promovido pela Sociedade Portuguesa de Autores.
Em 2016, a série "The Behaviour of Being" recebeu uma nomeação para o Prémio "Novo Banco Photo 2016".
A Dazed Magazine colocou uma das suas fotos da série Quel Pedra entre as 20 melhores de 2018.
A  Fundação Calouste Gulbenkian, a Fundação EDP, Novo Banco e a Partex são algumas das entidades que possuem fotografias de Pauliana nas suas colecções.
Carlos Fuentes, autor do livro Los Ultimos de Cuba, colocou-a nos agradecimentos do livro.
Esteve representada na Galeria 3+1 Arte Contemporânea durante 5 anos e na Galeria das Salgadeiras durante 7 anos, em Lisboa.